# Craugastor psephosypharus
Craugastor psephosypharus is een kikker uit de familie Craugastoridae. De soort werd voor het eerst wetenschappelijk beschreven door Jonathan Atwood Campbell, Jay Mathers Savage en John R. Meyer in 1994. Oorspronkelijk werd de wetenschappelijke naam Eleutherodactylus psephosypharus gebruikt.
De soort komt voor in delen van Midden-Amerika en leeft in de landen Belize, Guatemala en waarschijnlijk Honduras. Craugastor psephosypharus wordt bedreigd door het verlies van habitat.